# One Piece: Defeat the Pirate Ganzak!
One Piece: Defeat the Pirate Ganzak! — односерийная OVA, снятая по мотивам манги Эйитиро Оды «One Piece» на студии Production I.G в рамках акции в честь тридцатилетия журнала Shonen Jump «Jump Super Anime Tour '98». OVA была выпущена в июле 1998 на VHS-кассетах и не переиздавалась на других носителях. Через год после выпуска OVA, 3 июня 1999, издательство Shueisha выпустило одноимённую однотомную мангу. Действия OVA, вероятно, происходят после арки Оранж-Таун и до арки Деревни Сиропа. 

В OVA есть ряд различий с последующим телесериалом: в подборе актёров, озвучивающих главных героев, в деталях, касающихся мира произведения. Например, упомянуты Гранд Лайн и Красноволосый Шанкс, но «резиновость» Луффи (дарованная ему плодом дьявола) не объясняется. Так же, отличается озвучка атак Луффи: в OVA у них «резиновое» звучание.

## Роли озвучивали
- Рассказчик — Икуя Саваки.
- Монки Д. Луффи — Урара Такано.
- Ророноа Зоро — Ватару Такаги.
- Нами — Мэгуми Тоёгути.
- Мэдака (яп. メダカ) — Дзюн Танака.
- Ганзак (яп. ギャンザック Гяндзакку) — Норио Вакамото.